# Simone Prutsch
Simone Prutsch (Distretto di Bad Cannstatt, 17 ottobre 1978) è una giocatrice di badminton austriaca.
Ha partecipato ai Giochi olimpici 2012.